# Tephrina perviaria
Tephrina perviaria är en fjärilsart som beskrevs av Lederer 1855. Tephrina perviaria ingår i släktet Tephrina och familjen mätare. Inga underarter finns listade i Catalogue of Life.